# 森瑟区
森瑟县（德语：Sensebezirk；法语：District de la ），瑞士弗里堡州辖区，该县为德语区。森瑟县得名于森瑟河。